# Anne Archer
Anne Archer (født 24. august 1947) er en amerikansk tv- og filmskuespiller. Hendes forældre var begge skuespillere (Marjorie Lord og John Archer).
Archer giftede sig med William Davis i 1968, men opløste senere ægteskabet. I 1978 giftede hun sig med Terry Jastrow. Archer har to sønner, en fra hvert ægteskab. I 1991 fortalte Archer om sin abort offentligt, og hun har været fortaler for Planned Parenthood (en amerikansk organisation, der blandt andet virker for alles ret til abort i USA).
Archers første store filmrolle var sammen med Jon Voight 1973 i filmen The All-American Boy. Hun arbejdede derefter off-Broadway i begyndelsen af 1980'erne. Et gennembrud for Archer var 1987 med thrilleren Farligt begær, hvor hun spiller konen til Michael Douglas' karakter. Hun blev rost for sin præstation og modtog en nominering til en Oscar for bedste kvindelige birolle. I 1992 spillede hun hustru til CIA-manden Jack Ryan i Patrioternes spil med Harrison Ford.
Hun er medlem af Scientologikirken og talskvinde for truppen Applied Scholastics. Archer er en af de berømtheder, der optræder i Scientologi Kirkens rekrutteringsfilm Orientation: A Scientologi Information Film. Hun blev i 1997 tildelt International Association of Scientologists "Freedom Medal." Hendes søn, Tommy Davis, var leder af Scientologikirkenes Celebrity Center i Hollywood indtil 2011 og har været taleskvinde for Scientologikirken i medierne, herunder BBCs dokumentarfilm Scientology and Me fra 2007.